# Гютт, Артур
Артур Юлиус Гютт (нем. Arthur Julius Gütt, 17 августа 1891, Михелау, Западная Пруссия — 2 марта 1949, Штаде) — немецкий государственный деятель, доктор медицины, евгенист, бригадефюрер СС (9 ноября 1938).

## Биография
Артур Гютт родился 17 августа 1891 года в семье помещика. С 1911 по 1914 год изучал медицину. Участник Первой мировой войны, был ассистентом полевого врача. За боевые заслуги награждён Железным крестом 2-го класса. С декабря 1918 года работал практикующим врачом. В 1919 году получил докторскую степень по медицине в Кёнигсберге. Принимал активное участие в политической жизни. С 1923 по 1925 год соучредитель и руководитель Немецкой народной партии свободы в Лабиау. Работал врачом.
В начале 30-х гг. вступил в НСДАП, затем повторно в ноябре 1932 года (билет № 1 325 846). В 1933 году министериальрат в Имперском министерстве внутренних дел. 9 ноября 1933 года был принят в СС (билет № 85 924) в звании унтерштурмфюрера. В 1935 году получил ранг министериальдиректора и назначен начальником департамента народного здоровья Имперского министерства внутренних дел. С июня 1935 года начальник управления политики народонаселения и наследственного здоровья в Личном штабе рейхсфюрера СС.
В 1936 году Гютт стал членом Национального комитета по защите немецкой крови (нем. Reichsausschuss zum Schutze des deutschen Blute), а также членом организации Лебенсборн. Гютт твёрдо верил в немецкое превосходство и расовую чистоту, сыграл важную роль в принятии законов о стерилизации (с января 1934 года), он также был соредактором пары журналов по расовой гигиене, автором многочисленных статей и книг о немецкой расовой чистоте.
С 1 июля 1937 года начальник Управления по вопросам генеалогии (VIII Amt) в Главном управлении СС по вопросам расы и поселения. 6 сентября 1939 года оставил пост в министерстве внутренних дел, получил ранг стас-секретаря в отставке и стал президентом Академии общественного здоровья. 9 ноября 1944 года был зачислен в Штаб рейхсфюрера СС. После войны на короткое время был интернирован, затем освобождён.
Умер 2 марта 1949 года в Штаде, предположительно покончил с собой.

## Награды
- Железный крест 2-го класса
- Почётный крест ветерана войны
- Крест военных заслуг 2-й степени без мечей
- Кольцо «Мёртвая голова»
- Почётная шпага рейхсфюрера СС